# William Chang
William Chang o William Chang Suk-ping, pseudonimo di Zhang Shuping (張叔平T, 张叔平S, Zhāng ShūpíngP; Hong Kong, 12 novembre 1956), è un costumista, montatore e scenografo hongkonghese, noto soprattutto per la sua collaborazione artistica in questi tre campi col regista Wong Kar-wai.

## Biografia
Figlio di un direttore di magazzini originario di Shanghai, Chang si appassiona fin al cinema fin da ragazzo e, nei primi anni settanta, si introduce abitualmente sui set dei film della regista Cecile Tang Shu-shuen per osservarne le riprese, mentre svolge alcuni lavori per la troupe. Studia cinema a Vancouver con l'intenzione di diventare regista, laureandosi nel 1976. Tornato in patria, lavora per due anni come designer di moda.
Entra nell'industria cinematografica hongkonghese grazie al regista Patrick Tam, che gli offre le scenografie del film Ài shā (1981). Raccoglie fin da subito candidature ai Golden Horse ed Hong Kong Film Awards. Conosce Wong Kar-wai lavorando alle scenografie del suo primo film da regista, As Tears Go By (1986); quest'ultimo offre a Chang l'opportunità di sperimentare col montaggio per la prima volta, pur rimanendo non accreditato. Il sodalizio tra i due si ripete poi con Hong Kong Express (1994), a partire dal quale Chang curerà costumi, montaggio e scenografia di tutti i lungometraggi del regista.
Ha lavorato anche con altri rinomati registi di Hong Kong come Tsui Hark, Chen Kaige e Stanley Kwan, creando i costumi per The Blade (1995), Le tentazioni della luna (1996) e I fiori della guerra (2011), quest'ultimo diretto dal cinese Zhang Yimou. Nel 1995, il periodico britannico Sight & Sound lo ha paragonato allo scenografo italiano Ferdinando Scarfiotti.
La sua ultima collaborazione con Wong risale al film del 2013 The Grandmaster, per il quale ha ricevuto la sua prima candidatura al premio Oscar, nella categoria per i migliori costumi.

## Filmografia

### Costumista
- Huāchéng, regia di Tony Au (1983)
- Guǐ mǎ fēi rén, regia di Wong Jing (1985)
- Storie di fantasmi cinesi 3 (Qiànnǚ Yōuhún III: Dào dào dào), regia di Ching Siu-tung (1991)
- Xiào ào jiānghú II Dōngfāng bùbài, regia di Ching Siu-tung e Stanley Tong (1991)
- Ànliàn táohuāyuán, regia di Stan Lai (1993)
- Hong Kong Express (Chóngqìng sēnlín), regia di Wong Kar-wai (1994)
- Ashes of Time (Dōng xié, xī dú), regia di Wong Kar-wai (1994)
- Huā yuè jiāqí, regia di Tsui Hark (1995)
- Yèbàn gēshēng, regia di Ronny Yu (1995)
- Angeli perduti (Duòluò tiānshǐ), regia di Wong Kar-wai (1995)
- The Blade (Dāo), regia di Tsui Hark (1995)
- Le tentazioni della luna (Fēng yuè), regia di Chen Kaige (1996)
- In the Mood for Love (Huāyàng niánhuá), regia di Wong Kar-wai (2000)
- Lan Yu, regia di Stanley Kwan (2001)
- Chinese Odyssey 2002 (Tiānxià wúshuāng), regia di Jeffrey Lau (2002)
- 2046, regia di Wong Kar-wai (2004)
- La mano (The Hand), episodio di Eros, regia di Wong Kar-wai (2004)
- Un bacio romantico - My Blueberry Nights (My Blueberry Nights), regia di Wong Kar-wai (2007)
- Báishé chuánshuō zhī fǎ hǎi, regia di Ching Siu-tung (2011)
- I fiori della guerra (Jīnlíng shísān chāi), regia di Zhang Yimou (2011)
- The Grandmaster (Yīdài Zōngshī), regia di Wong Kar-wai (2013)
- Xīyóu jì zhī dà nào tiāngōng, regia di Cheang Pou-soi (2014)
- Bǎidù rén, regia di Zhang Jiajia (2015)
- Zuì Línglóng – serie TV, 56 episodi (2017)

### Montatore
- As Tears Go By (Wàngjiǎo Kǎmén), regia di Wong Kar-wai (1988) - non accreditato[5]
- Hong Kong Express (Chóngqìng sēnlín), regia di Wong Kar-wai (1994)
- Angeli perduti (Duòluò tiānshǐ), regia di Wong Kar-wai (1995)
- wkw/tk/1996@7'55''hk.net, regia di Wong Kar-wai - cortometraggio (1996)
- Happy Together (Chūnguāng zhàxiè), regia di Wong Kar-wai (1997)
- In the Mood for Love (Huāyàng niánhuá), regia di Wong Kar-wai (2000)
- Huāyàng de niánhuá, regia di Wong Kar-wai - cortometraggio (2001)
- Lan Yu, regia di Stanley Kwan (2001)
- The Follow, regia di Wong Kar-wai - cortometraggio (2001)
- Zhōu Yú de huǒchē, regia di Sun Zhou (2002)
- Six Days – DJ Shadow (2002)
- 2046, regia di Wong Kar-wai (2004)
- La mano (The Hand), episodio di Eros, regia di Wong Kar-wai (2004)
- Cháng hèn gē, regia di Stanley Kwan (2005)
- Shadowboxer, regia di Lee Daniels (2006)
- Un bacio romantico - My Blueberry Nights (My Blueberry Nights), regia di Wong Kar-wai (2007)
- I Travelled 9000 km To Give It To You, episodio di Chacun son cinéma, regia di Wong Kar-wai (2007)
- Miao Miao, regia di Cheng Hsiao-tse (2008)
- Hǎiyáng Tiāntáng, regia di Xue Xiaolu (2010)
- Yòng xīntiào, regia di Stanley Kwan (2010)
- Ài hěn làn, regia di Scud (2011)
- The Grandmaster (Yīdài Zōngshī), regia di Wong Kar-wai (2013)
- Wángcháo de nǚrén·Yáng guìfēi, regia di Cheng Shiqing (2015)
- I Am Not Madame Bovary (Wǒ búshì Pān Jīnlián), regia di Feng Xiaogang (2016)
- Yǐ qīngchūn de míngyì, regia di Tam Wai-Ching (2018)
- Zhuàng sǐle yī zhǐ yáng, regia di Pema Tseden (2018)
- Bǎobèi er, regia di Liu Jie (2018)
- Mā Gé shì zuò chéng, regia di Li Shaohong (2019)

### Scenografo
- Ài shā, regia di Patrick Tam (1981)
- Lièhuǒ qīngchūn, regia di Patrick Tam (1982)
- Xīn Shǔshān jiànxiá, regia di Tsui Hark (1983)
- Huāchéng, regia di Tony Au (1983)
- Sì shuǐ liúnián, regia di Yim Ho (1984)
- Zuì'ài, regia di Sylvia Chang (1986)
- As Tears Go By (Wàngjiǎo Kǎmén), regia di Wong Kar-wai (1988)
- Gǔngǔn hóngchén, regia di Yim Ho (1990)
- Days of Being Wild (Āfēi zhèngzhuàn), regia di Wong Kar-wai (1990)
- Shāshā jiā jiā zhàn qǐlái, regia di Sylvia Chang e Maisy Tsui (1991)
- Shè diāo yīngxióng chuán zhī dōngchéng xī jiù, regia di Lau Chun-wai (1993)
- Ànliàn táohuāyuán, regia di Stan Lai (1993)
- Xīn yīngxióng běnsè, regia di Wong Jing (1994)
- Hong Kong Express (Chóngqìng sēnlín), regia di Wong Kar-wai (1994)
- Xīn biānyuán rén, regia di Andrew Lau (1994)
- Liángzhù, regia di Tsui Hark (1994)
- Ashes of Time (Dōng xié, xī dú), regia di Wong Kar-wai (1994)
- Angeli perduti (Duòluò tiānshǐ), regia di Wong Kar-wai (1995)
- Happy Together (Chūnguāng zhàxiè), regia di Wong Kar-wai (1997)
- Yǒushí tiàowǔ, regia di Stanley Kwan (2000)
- In the Mood for Love (Huāyàng niánhuá), regia di Wong Kar-wai (2000)
- Liànzhàn chōngshéng, regia di Gordon Chan (2000)
- Lan Yu, regia di Stanley Kwan (2001)
- The Follow, regia di Wong Kar-wai - cortometraggio (2001)
- Liàn zhī fēngjǐng, regia di Miu-suet Lai (2003)
- 2046, regia di Wong Kar-wai (2004)
- La mano (The Hand), episodio di Eros, regia di Wong Kar-wai (2004)
- Sān chàkǒu, regia di Benny Chan (2005)
- Cháng hèn gē, regia di Stanley Kwan (2005)
- Un bacio romantico - My Blueberry Nights (My Blueberry Nights), regia di Wong Kar-wai (2007)
- I Travelled 9000 km To Give It To You, episodio di Chacun son cinéma, regia di Wong Kar-wai (2007)
- Méi Lánfāng, regia di Chen Kaige (2008)
- Quán chéng jièbèi, regia di Benny Chan (2010)
- The Grandmaster (Yīdài Zōngshī), regia di Wong Kar-wai (2013)
- Bends, regia di Flora Lau (2013)
- Huálì shàngbān zú, regia di Johnnie To (2015)
- The Flame's Daughter – serie TV, 52 episodi (2018)
- Mā Gé shì zuò chéng, regia di Li Shaohong (2019)

### Sceneggiatore
- I Travelled 9000 km To Give It To You, episodio di Chacun son cinéma, regia di Wong Kar-wai (2007) - soggetto

## Riconoscimenti
- Premio Oscar[8]
  - 2014 - Candidato ai migliori costumi per The Grandmaster
- Festival di Cannes[9]
  - 2000 - Grand Prix Technique per In the Mood for Love
- Los Angeles Film Critics Association Awards[10]
  - 2005 - Miglior scenografia per 2046
- St. Louis Film Critics Association Awards[11]
  - 2013 - Candidato alla migliore scenografia per The Grandmaster